# Prekopa (Štrigova)
Prekopa (mađarski Prekopahegy) je naselje u općini Štrigova, u Međimurskoj županiji.
Nekada se tamo nalazio franjevački samostan i kapelica sv. Marije Krunice.
Nalazi se na nadmorskoj visini od oko 310 m, a nedaleko od nje je najviši vrh Međimurja - Mohokos, visok 344,5 m. Područje oko Prekope je brežuljkasto, te je morfološki, klimatološki i sastavom tla vrlo prikladno za uzgoj vinove loze.
Danas u Prekopi živi oko 270 stanovnika.

## Stanovništvo
| broj stanovnika | 174   | 141   |       |       | 303   | 256   | 243   | 275   | 351   | 360   | 324   | 291   | 277   | 265   | 271   | 234   | 224   |
|                 | 1857. | 1869. | 1880. | 1890. | 1900. | 1910. | 1921. | 1931. | 1948. | 1953. | 1961. | 1971. | 1981. | 1991. | 2001. | 2011. | 2021. |

## Šport
- NK Plavi 1975 Prekopa (nogomet)

## Galerija
- Prometni znak na ulazu u selo Prekopu
- Središte naselja